# 石投げんじょ
石投げんじょ（いしなげんじょ）は、長崎県西彼杵郡江ノ島近海や佐賀県鳥栖市江島町に伝わる怪現象。

## 伝承
5月の梅雨どき、靄の深くかかっている夜に漁をしていると突然、大きな岩が崩れるような音が聞こえ、翌日以降の晴れ間にその場所に行ってみても、何ら異状はないというものである。
民俗学研究所による『綜合日本民俗語彙』では、これを磯女のような海の女の妖怪の仕業としており、柳田國男の著書『妖怪談義』でも磯女と同系の妖怪と記述されている。名称の「じょ」が「女」に通じるためとの仮説もあり、民俗学者・桜田勝徳は名称に「石投女」との漢字表記が当てているが、『広辞苑』では「じょ」に「尉」の字を当て、海で石を投げる老人と説明している。しかし、妖怪研究家・村上健司は、そのようにこの怪異の正体を記述した資料があるかどうか疑問を唱えている。また前述の『広辞苑』ではこの怪異の正体を、漁夫の錯覚を妖怪視したものとしている。